# 10Х
10Х — беспилотный самолёт-снаряд (крылатая ракета) класса воздух—поверхность, с пульсирующим воздушно-реактивным двигателем (ПуВРД). Создан методом обратной разработки немецкой ракеты Фау-1 в КБ завода № 51, с сентября 1944 года.
Руководил разработкой Владимир Николаевич Челомей.

## История создания
В качестве трофеев Советскому Союзу достались несколько ракет «Фау-1» при занятии территории испытательного полигона недалеко от города Близна в Польше.

Появилось соответствующее решение ГКО. В конце лета 1944 г. Челомей завершил эскизную проработку самолёта-снаряда со своим ПуВРД Д-3, получившего название 10Х, а 19 сентября 1944 г. его назначили главным конструктором и директором завода 51 НКАП. Прежде этот завод занимался проектированием и изготовлением опытных самолётов под руководством главного конструктора Н. Н. Поликарпова, скончавшегося 30 июля 1944 г. Из всех планируемых Поликарповым работ за заводом сохранили только летные испытания и доводку ночного бомбардировщика «НБ», а также проектирование и постройку ракетного истребителя «Малютка».
Ускорила создание 10Х доставка из Великобритании и Польши некомплектных V1. Однако о копировании аппарата полностью речь не шла. Например, при разработке чертежей на автопилот АП-4 для самолёта-снаряда 10Х в целях скорейшего освоения его в массовом производстве ОКБ-1 главного конструктора В. М. Соркина сделало упор на применении гироскопических узлов серийных советских приборов.

В отличие от Фау-1 10Х предназначались для запуска не только с наземных позиций и самолётов, но и  с установок корабельного базирования.
Первоначально предназначался для пусков с земли по наземным целям, как и прототип, но, из-за низкой эффективности, такое применение было отвергнуто. Доработанный вариант предназначался для вооружения самолётов-носителей с целью поражения объектов противника на значительном удалении от рубежа пуска с самолёта.
Разработка самолёта-снаряда была задана решением ГКО от 13 июня 1944 г.
25 декабря 1944 года были успешно завершены заводские стендовые испытания ПуВРД Д-3.
20 марта 1945 года на испытательном полигоне в районе г. Джизак Узбекской ССР был проведён первый пуск с самолёта-носителя Пе-8.
Лётные испытания закончили в 1946 году. В 1948 году после проведения лётных испытаний на самолётах Пе-8 и Ер-2 самолёт-снаряд был рекомендован для принятия на вооружение ВВС.
Однако ВВС отказались принять эту ракету на вооружение, прежде всего из-за низкой точности системы наведения. Несовершенство инерциальной системы наведения приводило к большому рассеиванию — при стрельбе на максимальную дальность попадание в квадрат со сторонами 5 километров считалось хорошим результатом.
Также, ракета имела малую дальность, высоты и скорость полёта меньшие, чем у поршневого истребителя того времени.
В послевоенное время В. Н. Челомеем было разработано ещё несколько ракет на основе 10Х (14Х и 16Х), но в начале 1950-х разработки были прекращены, а разрабатывавшее их КБ закрыто.
В итоге самолёт-снаряд на вооружение Советской Армии так и не поступил.

## Тактико-технические характеристики
|                                 | 10Х           | 10ХН                               |
| ------------------------------- | ------------- | ---------------------------------- |
| Длина, м                        | 8,312         | 7,5                                |
| Диаметр фюзеляжа, м             | 0,84          | 0,85                               |
| Размах крыла, м                 | 5,36          | 6,5                                |
| Ширина ракеты, м                |               | 2,5                                |
| Высота без стартовой ступени, м |               | 1,85                               |
| Стартовая масса, кг             | 2130          | 3300-3500                          |
| Масса в полёте, кг              |               | 2500                               |
| Масса БЧ, кг                    | 800           | 800-1000                           |
| Максимальная скорость, км/ч     | ~600          |                                    |
| Дальность, км                   | 240           | 240                                |
| Высота полёта, м                | ~2000         | 200-1000                           |
| Отклонение по курсу, градусы    | 0,2 (1948 г.) |                                    |
| Двигатель                       | ПуВРД Д-3     | Д-3 или Д-5                        |
| Тяга, кгс                       | 325           |                                    |
| Горючее                         |               | бензин Б-70                        |
| Масса топлива, кг               |               | 450-500                            |
| Стартовые ускорители            |               | 2×РДТТ РБТ-70                      |
| Масса ускорителей               |               | 1000                               |
| Взрыватель                      |               | ВУ-1 и АВ-516                      |
| Система управления              |               | автопилот АП-52 или радиокомандная |